# Noccaea
Noccaea là chi thực vật có hoa trong họ Cải.